# Az Amerikai Egyesült Államok közlekedése

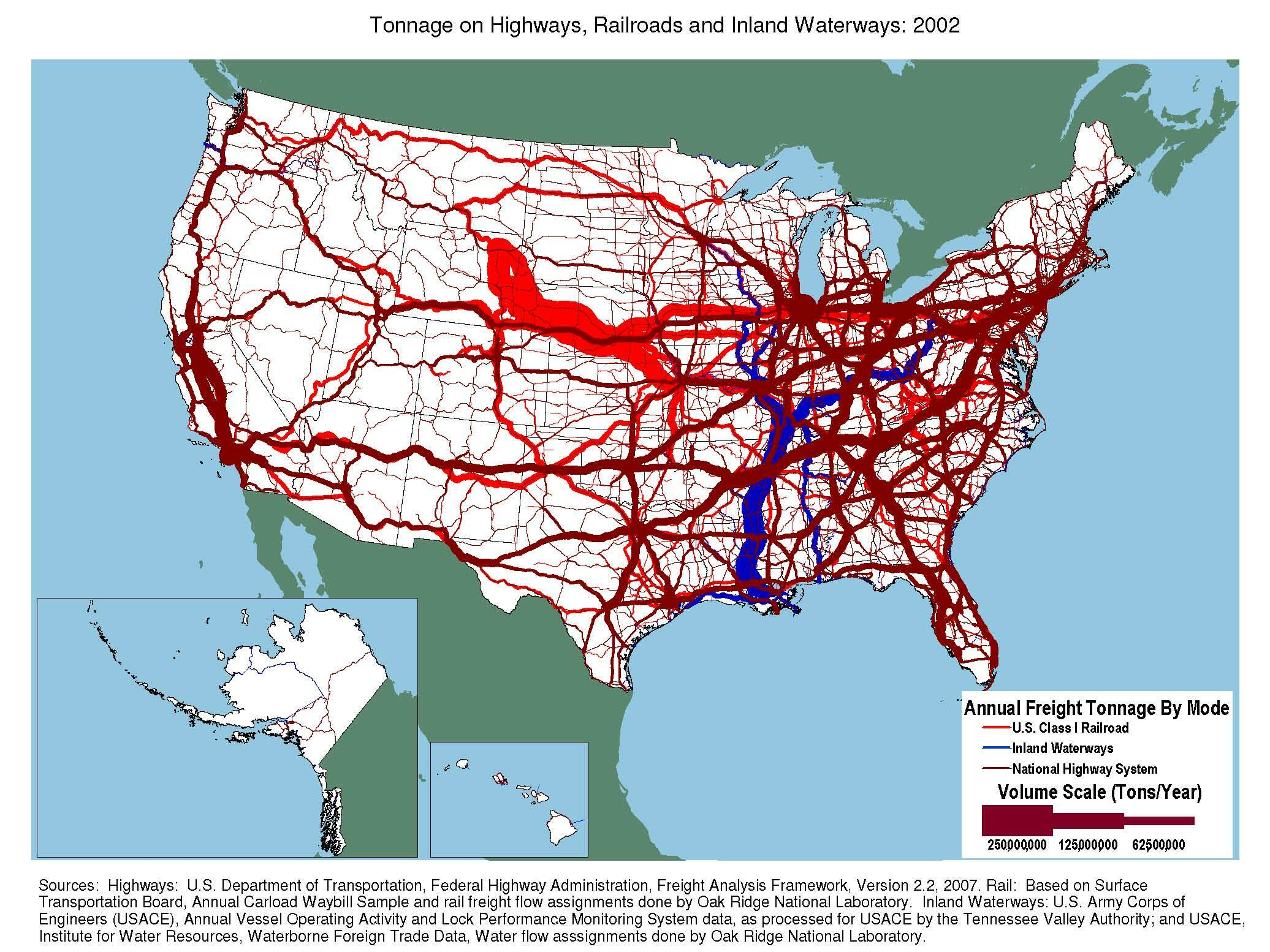
Az USA legforgalmasabb vízi útjai, autópályái és vasútvonalai

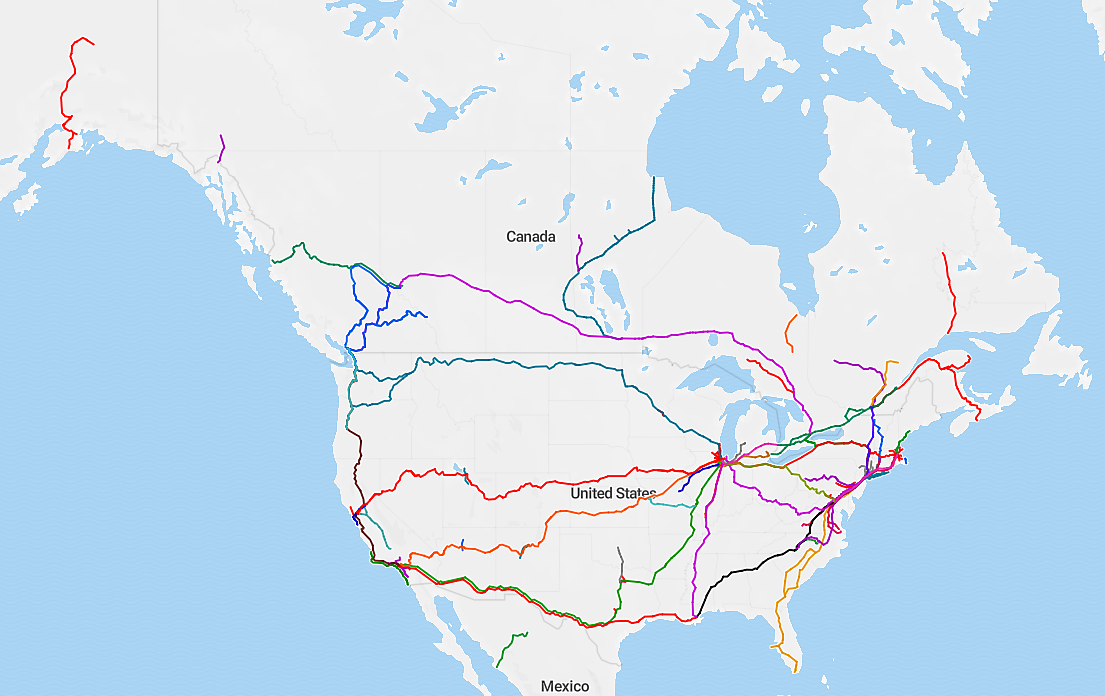
Személyszállító vasúti járatok Észak-Amerikában

Az USA autópálya-hálózata

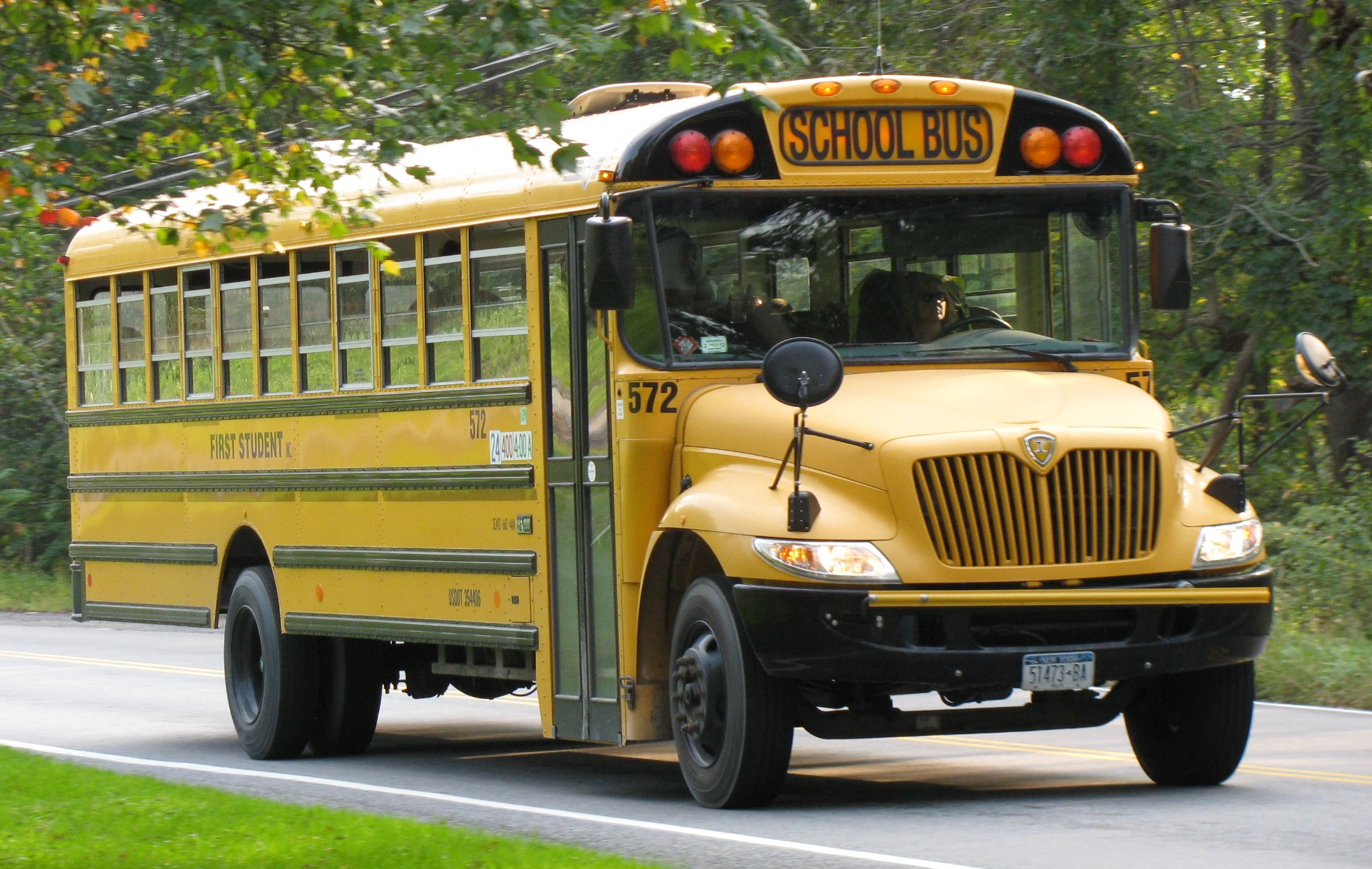
Amerikai iskolabusz

Az Amerikai Egyesült Államok közlekedése rendkívül fejlett, világszínvonalú. Közúthálózata és vasúthálózata a leghosszabb a világon.

## Közúti közlekedés
Az USA rendelkezik a világ leghosszabb autópálya-hálózatával és közúthálózatával. A rendszer olyannyira kiterjedt, hogy az amerikai lakosok 90%-a lakik 8 km-re vagy még attól is közelebb egy autópályához. Miközben az autópályák csak az országos úthálózat 4%-át alkotják, mégis a személyforgalom 40%-a, a nehéz teherforgalom 75%-a, a turistaforgalom 90%-a halad rajta keresztül.
Az emberek többsége elsősorban a saját tulajdonú személyautójával közlekedik. Gyakoriak a dugók, az élet mindennapi része az autóval történő ingázás. Az USA a világ egyik legnagyobb autógyártója és a világon a második az 1000 lakosra eső közúti járművek számában: 1000 amerikaira 910 közúti jármű jut.

## Vasúti közlekedés
Az országban a vasúthálózat elsősorban a teherszállítással foglalkozik, a személyszállítás részaránya elenyésző, mindössze 0,77% (beleértve a távolsági-, helyi- és elővárosi közlekedést is). A távolsági személyszállítást az állami tulajdonban lévő Amtrak végzi. A legtöbb nagyvárosban egyáltalán nincs személyszállító vasúti közlekedés.
Korábban szinte csak a ló és a vasút volt a választható közlekedési rendszer, ám a magánautók megjelenése, a nagyüzemi autógyártás beindulása (T-modell) gyökeresen átformálta a közlekedést rövid időn belül. Ahogy egyre több lett a magánautó és egyre hosszabb a kiépített úthálózat, úgy sorvadtak el sorban a korábbi személyszállító-társaságok. A kiterjedt városközi Interurban vasúthálózat is a közút kiépülésének a vesztese lett.
A vasúthálózat legnagyobb kiterjedése idején a hálózat hosszúsága elérte a 409 000 km-t, a sorozatos bezárások és leépülések után 2014-ben mindössze 293 564 km maradt.

### Legnagyobb vasúttársaságok
- Amtrak
- BNSF
- Canadian National Railway
- Canadian Pacific Railway
- CSX Transportation
- Kansas City Southern Railway
- Norfolk Southern Railway
- Union Pacific Railroad

## Légi közlekedés
Az ország nagy területe miatt jelentős a belföldi légi közlekedés is, a személyautóval már túl nagy távolságra található célállomásokat a rengeteg belföldi légijárattal lehet megközelíteni. Részaránya a teljes személyszállításból 11,81%.
Legforgalmasabb repülőterek:
- Hartsfield–Jackson nemzetközi repülőtér - Atlanta - A világ legforgalmasabb repülőtere évi több mint 90 millió utassal
- Los Angeles-i nemzetközi repülőtér - Los Angeles
- O’Hare nemzetközi repülőtér - Chicago
- Dallas/Fort Worth nemzetközi repülőtér - Dallas
- Denveri nemzetközi repülőtér - Denver

## Közösségi közlekedés
A sok magánautó miatt nincs számottevő tömegközlekedés az országban, kivéve a zsúfolt nagyvárosokat, ahol az állandó dugók miatt sokan választják a metrót vagy az elővárosi vonatokat.
Az iskolások a kiterjedt iskolabusz-rendszerrel jutnak el az oktatási intézményekbe majd onnan haza.